# Марцеллин (консул 275 года)
Марцеллин (лат. Marcellinus) — римский политический и военный деятель второй половины III века.

## Биография
В 275 году Марцеллин занимал должность ординарного консула вместе с императором Аврелианом.
Возможно, этого Марцеллина можно идентифицировать с военачальником Марцеллином, которого Аврелиан в 272 году оставил на Востоке после первой войны с Пальмирским царством. Лидер пальмирцев Апсак предложил Марцеллину захватить власть и восстать против Аврелиана, но тот для вида тянул время, сам же доложил обо всем императору, который вскоре вернулся и вновь осадил Пальмиру. Предположительно, Марцеллин имел звание префекта Месопотамии и ректора Востока.
Также возможно отождествление этого Марцеллина с дуксом Аврелием Марцеллином, известным из надписи из Вероны, датированной 265 годом. Ещё одна версия позволяет идентифицировать консула 275 года с Юлием Марцеллином, носившим звание трибуна или префекта, который под командованием Аврелия Марцеллина в 265 году возводил оборонительные укрепления в Вероне. Этот Марцеллин упоминается также в надписи из Сегузия. Возможно, его следует отождествить, в свою очередь, с префектом Египта 271 года Юлием Марцеллином, хотя конкретных доказательств в пользу этой версии нет.